# چیما ده پیان گوارنی
چیما ده پیان گوارنی (به لاتین: Cima de Pian Guarnei) یک کوه در سوئیس است که در کانتون گراوبوندن واقع شده‌است. چیما ده پیان گوارنی ۳٬۰۱۵ متر بالاتر از سطح دریا واقع شده‌است.